# Дубоко (Ужице)
Дубоко је насеље у Србији у општини Ужице у Златиборском округу. Према попису из 2022. било је 735 становника.

## Демографија
У насељу Дубоко живи 697 пунолетних становника, а просечна старост становништва износи 40,3 година (38,6 код мушкараца и 42,0 код жена). У насељу има 248 домаћинстава, а просечан број чланова по домаћинству је 3,42.
Ово насеље је великим делом насељено Србима (према попису из 2002. године), а у последња три пописа, примећен је пад у броју становника.
|  |

| Демографија | Демографија | Демографија |
| Година      | Становника  | Становника  |
| ----------- | ----------- | ----------- |
| 1948.       | 967         |             |
| 1953.       | 979         |             |
| 1961.       | 970         |             |
| 1971.       | 881         |             |
| 1981.       | 918         |             |
| 1991.       | 888         | 885         |
| 2002.       | 847         | 856         |

| Етнички састав према попису из 2002.‍ | Етнички састав према попису из 2002.‍ | Етнички састав према попису из 2002.‍ | Етнички састав према попису из 2002.‍ | Етнички састав према попису из 2002.‍ |
| ------------------------------------ | ------------------------------------ | ------------------------------------ | ------------------------------------ | ------------------------------------ |
|                                      |                                      |                                      |                                      |                                      |
| Срби                                 | Срби                                 |                                      | 845                                  | 99,76%                               |
| непознато                            | непознато                            |                                      | 2                                    | 0,23%                                |

| Година пописа     | 1948. | 1953. | 1961. | 1971. | 1981. | 1991. | 2002. |
| ----------------- | ----- | ----- | ----- | ----- | ----- | ----- | ----- |
| Број домаћинстава | 174   | 181   | 213   | 209   | 242   | 232   | 248   |

| Број чланова      | 1  | 2  | 3  | 4  | 5  | 6  | 7 | 8 | 9 | 10 и више | Просек |
| ----------------- | -- | -- | -- | -- | -- | -- | - | - | - | --------- | ------ |
| Број домаћинстава | 39 | 53 | 40 | 51 | 30 | 23 | 7 | 4 | 1 | 0         | 3,42   |

| Пол    | Укупно | Неожењен/Неудата | Ожењен/Удата | Удовац/Удовица | Разведен/Разведена | Непознато |
| ------ | ------ | ---------------- | ------------ | -------------- | ------------------ | --------- |
| Мушки  | 353    | 100              | 238          | 9              | 6                  | 0         |
| Женски | 367    | 55               | 233          | 69             | 10                 | 0         |
| УКУПНО | 720    | 155              | 471          | 78             | 16                 | 0         |

| Пол    | Укупно                    | Пољопривреда, лов и шумарство | Рибарство                            | Вађење руде и камена | Прерађивачка индустрија       |
| ------ | ------------------------- | ----------------------------- | ------------------------------------ | -------------------- | ----------------------------- |
| Мушки  | 191                       | 17                            | 0                                    | 0                    | 91                            |
| Женски | 77                        | 11                            | 0                                    | 0                    | 25                            |
| УКУПНО | 268                       | 28                            | 0                                    | 0                    | 116                           |
| Пол    | Производња и снабдевање   | Грађевинарство                | Трговина                             | Хотели и ресторани   | Саобраћај, складиштење и везе |
| Мушки  | 6                         | 23                            | 14                                   | 5                    | 9                             |
| Женски | 0                         | 1                             | 17                                   | 4                    | 1                             |
| УКУПНО | 6                         | 24                            | 31                                   | 9                    | 10                            |
| Пол    | Финансијско посредовање   | Некретнине                    | Државна управа и одбрана             | Образовање           | Здравствени и социјални рад   |
| Мушки  | 1                         | 2                             | 8                                    | 4                    | 6                             |
| Женски | 1                         | 2                             | 2                                    | 1                    | 9                             |
| УКУПНО | 2                         | 4                             | 10                                   | 5                    | 15                            |
| Пол    | Остале услужне активности | Приватна домаћинства          | Екстериторијалне организације и тела | Непознато            | Непознато                     |
| Мушки  | 3                         | 0                             | 0                                    | 2                    | 2                             |
| Женски | 3                         | 0                             | 0                                    | 0                    | 0                             |
| УКУПНО | 6                         | 0                             | 0                                    | 2                    | 2                             |